# 薩利亞希皮納山
16°21′52″S 68°3′21″W / 16.36444°S 68.05583°W
薩利亞希皮納山（Salla Jipiña），是玻利維亞的山峰，位於該國西部拉巴斯省的佩德羅多明戈穆里略省，處於奇亞爾克里尼山和查卡塔雅東南面，屬於安第斯山脈中玻利維亞瑞阿爾山脈的一部分，海拔高度4,944米。